# Eigelscheid
Eigelscheid ist ein Ortsteil der Ortsgemeinde Winterspelt im Eifelkreis Bitburg-Prüm in Rheinland-Pfalz.

## Geographische Lage
Eigelscheid liegt südöstlich von Winterspelt in einer Entfernung von rund 2 km. Der Ort liegt auf einer Hochebene und ist überwiegend von landwirtschaftlichen Nutzflächen sowie einem Waldgebiet im Westen umgeben. Nördlich von Eigelscheid fließt der Benbach, östlich des Ortes der Heltenbach. Zu Eigelscheid gehört auch der Weiler Weißenhof.

## Geschichte
Vermutet wird die Entstehung des Ortes im Hochmittelalter. Eigelscheid entwickelte sich von einem einzelnen Hof zum heutigen Ortsteil. Im Jahre 1777 zählte man vier Häuser, 1840 fünf Gebäude.
Winterspelt war der Hauptort einer prümischen Schultheißerei, zu welcher außer Winterspelt selbst auch Eigelscheid, Elcherath, Hemmeres, Ihren und Wallmerath gehörten. Jene war Teil des Amtes Prüm und gehörte bis zum Ende des 18. Jahrhunderts landesherrlich zum Kurfürstentum Trier.
Im Jahr 1794 hatten französische Revolutionstruppen das Linke Rheinufer besetzt. Von 1798 an gehörten alle Ortsteile in der heutigen Gemeinde Winterspelt (außer Heckhalenfeld) zum Kanton Schönberg im Saardepartement.

## Kultur und Sehenswürdigkeiten

### Kapelle
Bekannt ist in Eigelscheid die Kapelle der Heiligen Mutter Gottes, welche im Jahre 1994 errichtet wurde. Man finanzierte den Bau mithilfe des Erlöses eines Dorffestes aus dem Jahre 1984. Genauere Angaben zur Kapelle liegen nicht vor.

Eigelscheid
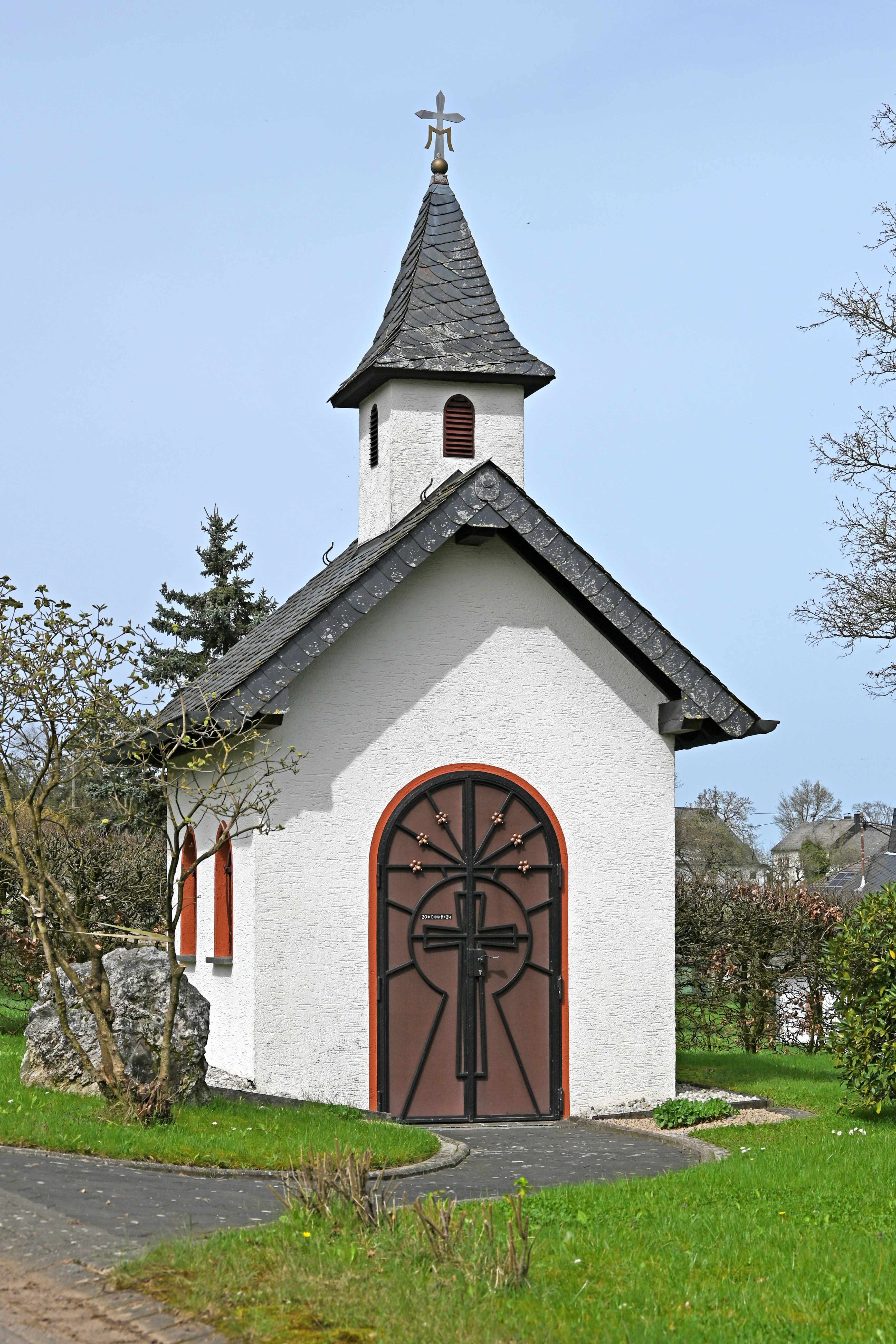
Kapelle (1994)
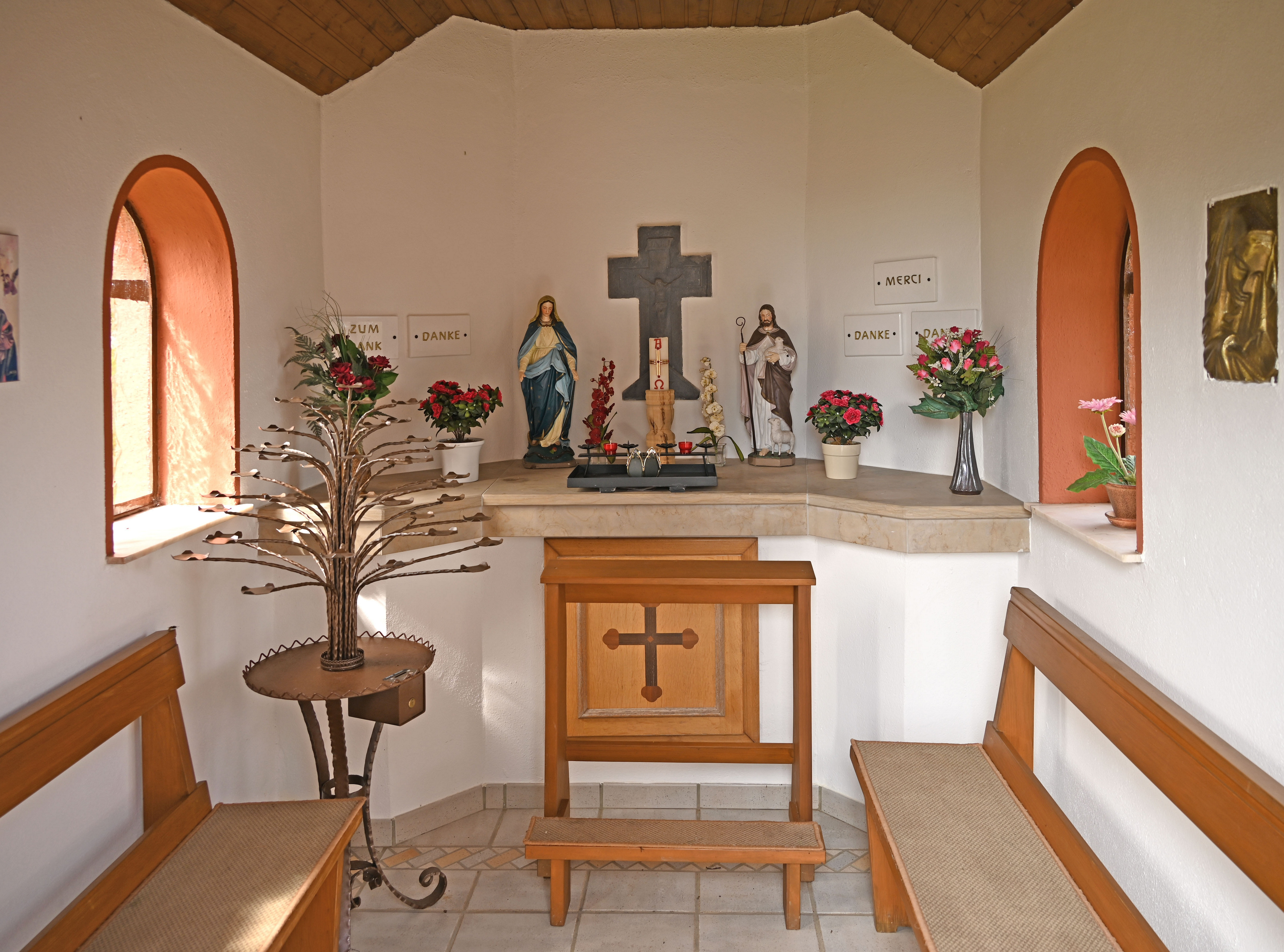
Innenraum
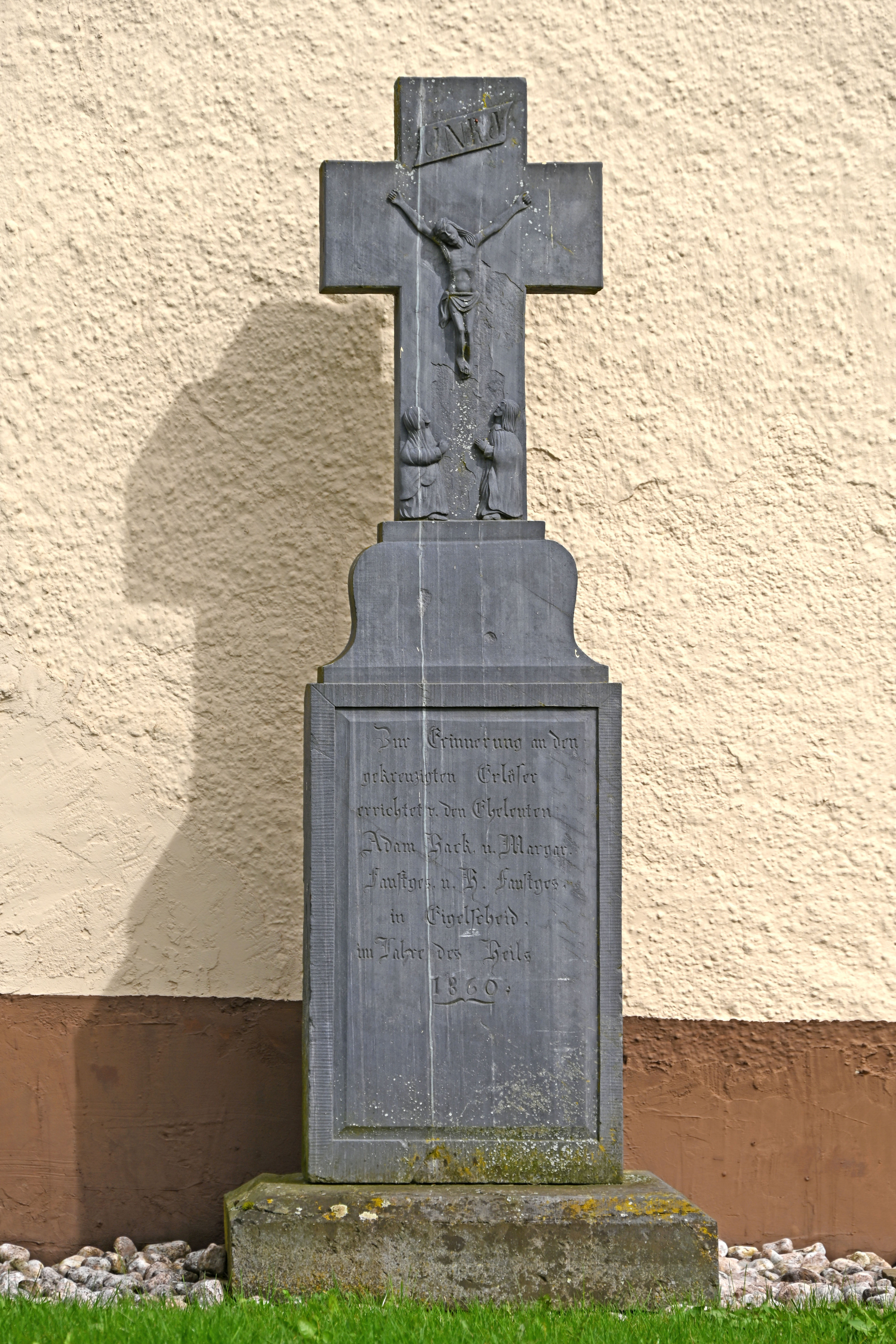
Wegekreuz (1860)

### Wegekreuze
Auf dem Gemeindegebiet Eigelscheids befinden sich insgesamt acht Wegekreuze. Bei zweien handelt es sich um Sockelkreuze aus Schiefer. Eines wurde 1842 errichtet und befindet sich an der L 16. Das andere wurde 1860 erbaut und steht innerhalb der Ortslage.
Siehe auch: Liste der Kulturdenkmäler in Winterspelt

## Wirtschaft und Infrastruktur

### Unternehmen
In Eigelscheid sind ein Logistikdienstleister sowie eine Zoohandlung ansässig.

### Verkehr
Es existiert eine regelmäßige Busverbindung.
Eigelscheid liegt direkt an der Landesstraße 16. Dicht östlich des Ortes verläuft die Bundesautobahn 60.